# Fubiz
Fubiz est un média en ligne français fondé par Romain Colin en 2005, qui diffuse quotidiennement des contenus créatifs. Photographie, design, publicité, illustration, pop culture ou architecture, ces contenus sont sélectionnés pour leur qualité/originalité et peuvent être commerciaux ou non. Les bureaux sont basés à Paris. Ceux de New York et Londres sont en développement. Le média Fubiz est aussi présent sur les réseaux sociaux : en août 2016, il rassemble une communauté de plus de 2 millions de fans sur Facebook.

## Historique
Romain Colin a lancé Fubiz Media en 2005. Étudiant à l’Iscom, il souhaite, avec ce "side project", se démarquer sur le marché du travail. Passionné de culture et art sous toutes ses formes et de numérique, il sélectionne ainsi des contenus créatifs venus du monde entier, qu’il diffuse chaque jour sur sa plateforme.
À l'heure où le blogging balbutie, il crée le premier agrégateur de contenus éditorialisé sur cette thématique. Très vite, Fubiz fait de l’audience et devient une source d'inspiration pour de nombreux créatifs, mais également une vitrine pour ces derniers. Romain, qui passe beaucoup de temps à dénicher les meilleurs contenus à mettre en avant, n'a presque plus besoin de le faire. Les artistes et marques le contactent pour les lui envoyer en exclusivité.
"Au fil des ans, le site grossit, se professionnalise et devient un hub par où passent la plupart des créatifs ayant le vent en poupe. Parmi les plus connus, on retrouve Romain Gavras, Megaforce, JR, Yoann Lemoine (alias Woodkid), Nabil Elderkin…", écrit le journaliste Arnaud Sagnard dans Le Nouvel Observateur en juillet 2016.
La ligne éditoriale du média se veut exigeante sans être élitiste. En effet, Fubiz parle aux créatifs comme aux curieux, et touche ainsi une large audience. "Il y a très peu de contenu éditorial sur le site et on met un point d’honneur à parler à la fois aux « pros », qui retrouvent les références et les mots clefs qu’ils comprennent et dont ils ont besoin pour sélectionner l’info, et à tout un chacun qui veut juste avoir un œil sur la création et aime les contenus qu’on partage. Et puis le site est très visuel et rapide d’accès", explique Romain Colin.
En janvier 2016, Adrien Lepage (ex-Horizon Media et Isobar) rejoint la société Fubiz au poste de directeur général pour piloter le développement, la monétisation et la croissance.
Le modèle économique de Fubiz Media se divise en deux parties : la publicité et le brand content. Fubiz fait coproduire ses contenus par des marques comme Samsung, LVMH, Audi ou Nespresso en collaboration avec des talents (artistes, influenceurs Instagram, etc.).

## Audience
Avec une croissance 100% organique depuis sa création, le média Fubiz revendique en 2015 près de 20 millions de visiteurs uniques annuels
Le média Fubiz est aussi très présent sur les réseaux sociaux : en août 2016, il rassemble une communauté de plus de 2 millions de fans sur Facebook. et 455 000 Followers sur le réseau Twitter. Sur la distribution de contenus vidéo, Fubiz diffuse chaque mois sur ses différents canaux plus de 150 millions de vues.
Fubiz Media est également cité comme l'une des références mondiales en termes de création digitale par le magazine américain Forbes en juillet 2016.